# Чурычипылькы
Чурычипылькы (устар. Чурчибыль-Кы) — река в России, протекает по территории Ямало-Ненецкого автономного округа, Красноярского края[уточнить]. Устье реки находится в 747 км по правому берегу реки Таз (река). Длина реки составляет 26 км. В 4 км по правому берегу впадает река Кыпа-Чурычипылькы.

## Данные водного реестра
По данным государственного водного реестра России относится к Нижнеобскому бассейновому округу, водохозяйственный участок реки — Таз. Речной бассейн реки — Таз.
Код объекта в государственном водном реестре — 15050000112115300066113.